# Zebrzydowice (Kalwaria Zebrzydowska)
Zebrzydowice ist eine Ortschaft mit einem Schulzenamt der Gemeinde Kalwaria Zebrzydowska im Powiat Wadowicki der Woiwodschaft Kleinpolen in Polen.

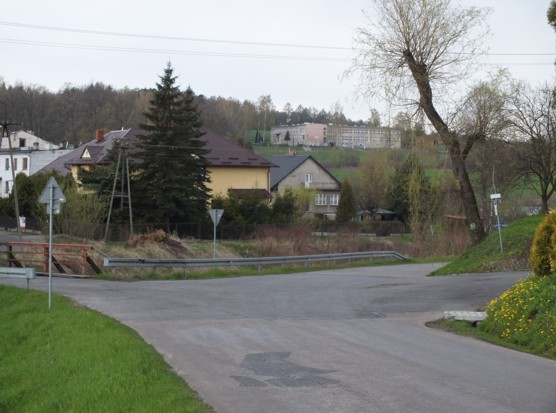
Ortsansicht

## Geographie
Der Ort liegt am Fluss Skawinka zwischen dem Pogórze Wielickie im Norden und den Makower Beskiden im Süden. Die Nachbarorte sind die Stadt Kalwaria Zebrzydowska und Brody im Süden, Stanisław Dolny im Westen, Przytkowice im Norden sowie Zarzyce Wielkie im Osten.
Im westlichen Teil von Zebrzydowice befindet sich das ehemalige Dorf Bieńkowice.

## Geschichte
Der Ort wurde als die Pfarrei villa Siffridi im Peterspfennigregister des Jahres 1326 im Dekanat Zator des Bistums Krakau erstmals urkundlich erwähnt. Später wurde es auch als Zewridowice (1345), Zewrzidowice (1409), Zebrzidowicze (1419) erwähnt. Der Name ist patronymisch abgeleitet vom Personennamen Zewrzyd/Zebrzyd (≤ deutsch Sivrid ≤ Siegfrid) mit dem typischen westslawischen Suffix -(ow)ice.
Das Dorf gehörte damals zum so genannten Radwanitenkorridor, der zu Polen gehörte und das Herzogtum Auschwitz, die Lehnsherrschaft des Königreichs Böhmen, im Westen mit seiner Exklave im Osten teilte. Das im Jahr 1333 erwähnte Dorf Bieńkowice, heute eine Weiler von Zebrzydowice, gehörte dagegen zum Herzogtum Auschwitz.

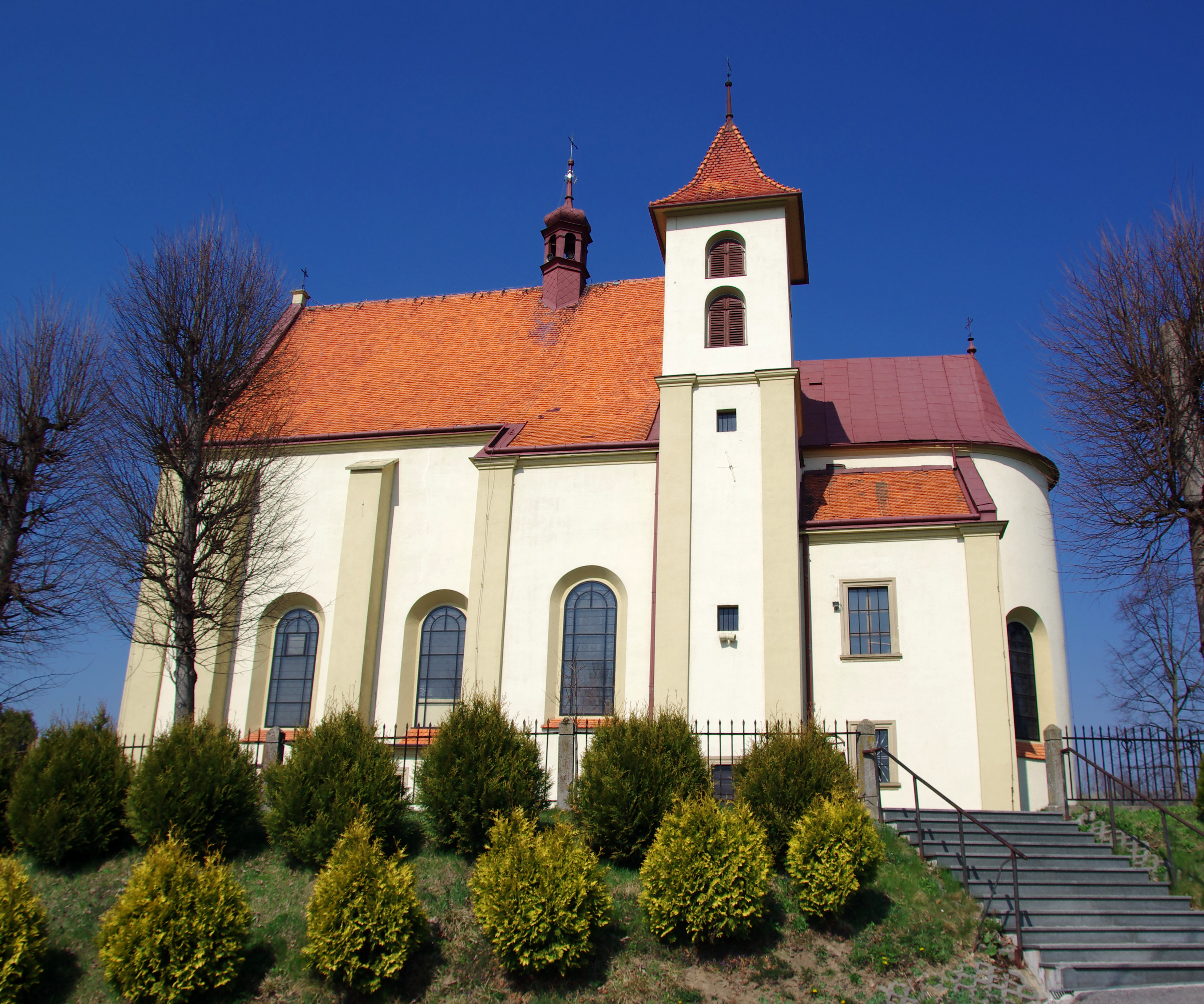
Katholische Kirche

Um das Jahr 1600 wurde die örtliche Kirche zum Sitz einer reformierten Gemeinde. Es gehörte damals außergewöhnlich zum Kreis Schlesien der Woiwodschaft Krakau.
Bei der Ersten Teilung Polens kam Zebrzydowice 1772 zum neuen Königreich Galizien und Lodomerien des habsburgischen Kaiserreichs (ab 1804). Ab 1782 gehörte es dem Myslenicer Kreis (1819 mit dem Sitz in Wadowice). Nach der Aufhebung der Patrimonialherrschaften bildete es nach 1850 eine Gemeinde im Bezirk Wadowice.
1918, nach dem Ende des Ersten Weltkriegs und dem Zusammenbruch der k.u.k. Monarchie, kam Zebrzydowice zu Polen. Unterbrochen wurde dies nur durch die Besetzung Polens durch die Wehrmacht im Zweiten Weltkrieg. Es gehörte dann zum Distrikt Krakau im Generalgouvernement.
Im Jahr 1950 wurde das südliche Teil des Dorfs an der Stadt Kalwaria Zebrzydowska eingemeindet.
Von 1975 bis 1998 gehörte Zebrzydowice zur Woiwodschaft Bielsko-Biała.